# François Schuiten
François Schuiten (26 d'abril de 1956, Brussel·les) és un autor de còmic i guionista belga.
Es va fer famós per la sèrie de còmics fantàstics Les Terres creuses, amb Luc Schuiten al guió, i sobretot Les Cités obscures, produïda en col·laboració amb el guionista Benoît Peeters.

## Biografia
François Schuiten va néixer el 26 d'abril de 1956 a Brussel·les. El seu pare, Robert Schuiten, va ser un arquitecte destacat a Brussel·les als anys 50 i 60. També és el germà petit de l'arquitecte Luc Schuiten.

### Primers passos en el còmic (1970-1980)
François Schuiten va publicar la seva primera història, titulada Mutation, a l'edició belga de la revista de còmics Pilote, quan tenia 16 ans. Va estudiar al taller d'historietes de l'Institut Saint-Luc de Brussel·les, dirigit per Claude Renard, fundador de l'Atelier R. Del 1977 al 1980 va col·laborar en els tres volums del col·lectiu Le 9è Rêve, d'on sorgeixen els principals autors del renaixement del còmic belga.
En col·laboració amb el seu germà gran Luc Schuiten, va publicar els seus primers còmics a Métal hurlant a partir de 1977. Es van recollir l'any 1981 a l'àlbum Carapaces, dins de la col·lecció «Pied jaloux» de l'editorial Les Humanoïdes associés. Paral·lelament, el 1979 va llançar Aux médianes de Cymbiola a la mateixa revista, en col·laboració amb Claude Renard, amb qui també va produir Le Rail el 1981. Els àlbums es van publicar el 1980 i el 1982, respectivament.
Segons Thierry Groensteen, des del començament dels seus àlbums, Schuiten va aconseguir «imposar un univers fantàstic de rara coherència», variació al voltant de motius invariables (construcció, vol , etc.), testimoniant «de la necessitat imperativa d'una obra que no deu res a l'oportunisme i que es desenvolupa segons una lògica interna més o menys conscientment dominada».
El 1983, va començar una llarga col·laboració amb el seu amic Benoît Peeters quan apareix a la col·lecció (À suvire), publicat per Casterman, Les Murailles de Samaris, la primera història de la sèrie Les Cités obscures.
Aquesta sèrie transcorre en un univers paral·lel al nostre, però amb molts passatges al món real. Traduïda a una desena d'idiomes, la sèrie Les Cités obscures ha guanyat nombrosos premis, entre els quals el Grand Prix Manga al Japan Media Arts Festival el 2013.
El 1984, va co-dissenyar Les Machinistes juntament amb Claude Renard a Les Humanoïdes associés. Un nou àlbum amb la mateixa editorial surt l'any 1989, Plagiat, juntament amb Alain Goffin. El 1991, es va reunir amb Casterman i Benoît Peeters per a un one-shot dibuixat per Anne Baltus.

### Diversificació (década de 1990-2000)
Durant la dècada de 1990 es va centrar en Les Cités obscures per a històries ara publicades directament en àlbums de Casterman, però també diversificades, experimentant en diferents mitjans.
De 1989 a 1993, va treballar amb Maurice Benayoun a Les Quarxs, una de les primeres sèries d'animació en 3D generades per ordinador. També va il·lustrar una adaptació de La princesa i el pèsol a la sèrie d'animació francesa Il était une fois... el 1995.

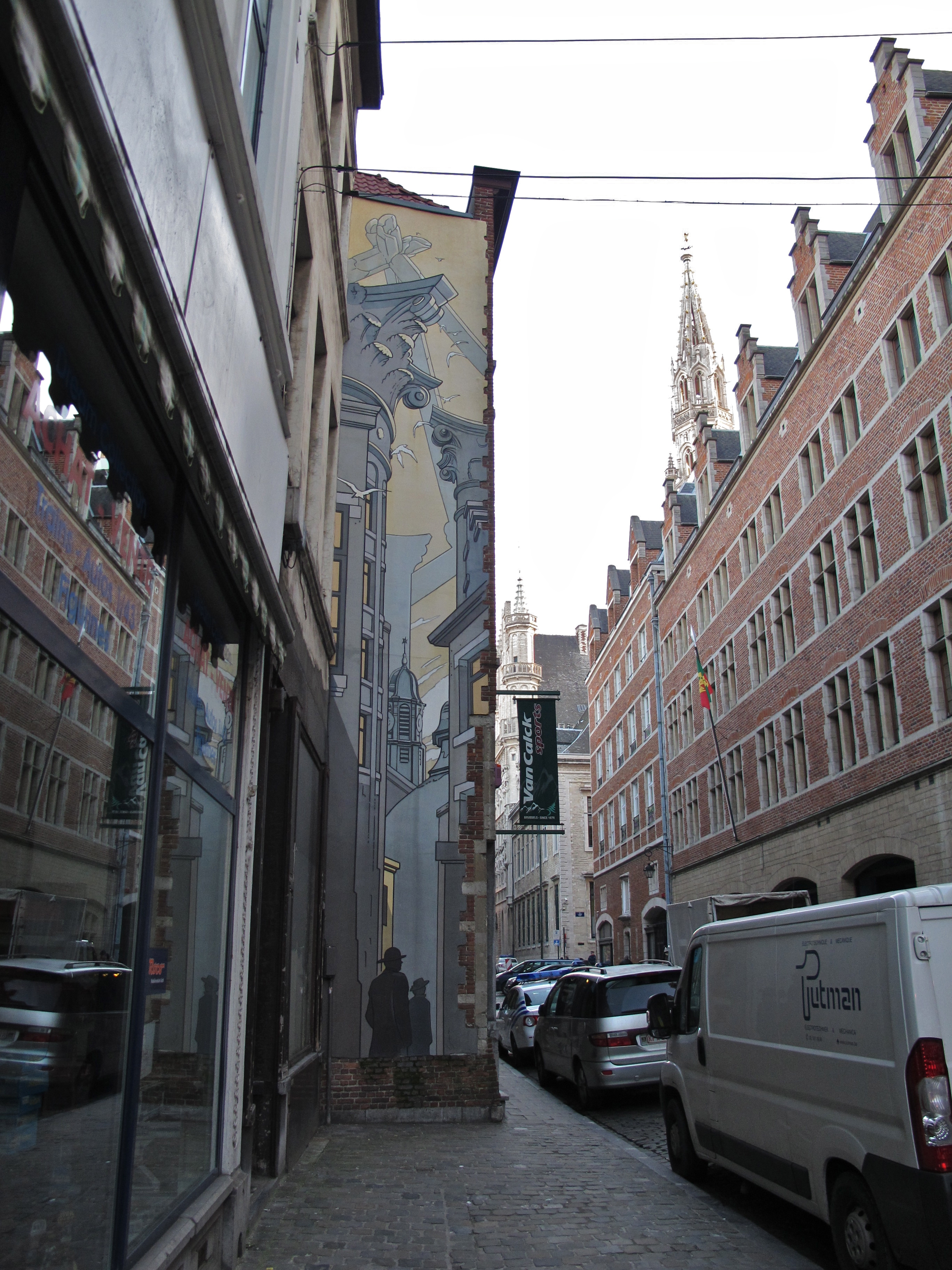
Mural Le Passage, rue du Marché au Charbon (vista cap a la Grand Place) al centre de Brussel·les, 1995.

També va col·laborar en el disseny visual de cinc pel·lícules:
- Gwendoline de Just Jaeckin (1984)
- Toto l'heroi de Jaco Van Dormael (1991)
- Taxandria de Raoul Servais (1994)
- La brúixola daurada de Chris Weitz (2007)
- Mr Nobody de Jaco Van Dormael (2009)

Amb Benoît Peeters, va coescriure dos documentals-ficció:
- Le Dossier B. de Wilbur Leguebe (1995), publicat en DVD per Les Impressions nouvelles.
- L'Affaire Desombres (2002), música de Bruno Letort, editada en DVD per Casterman.

En còmic, va escriure i dibuixar Les Chevaux de Lune el 2004 i després es va unir a Benoît Peeters per signar La Maison Autrique. Encara amb Peeters, va produir el llibre il·lustrat Les Portes du possible.

### Confirmació (dècada de 2010)

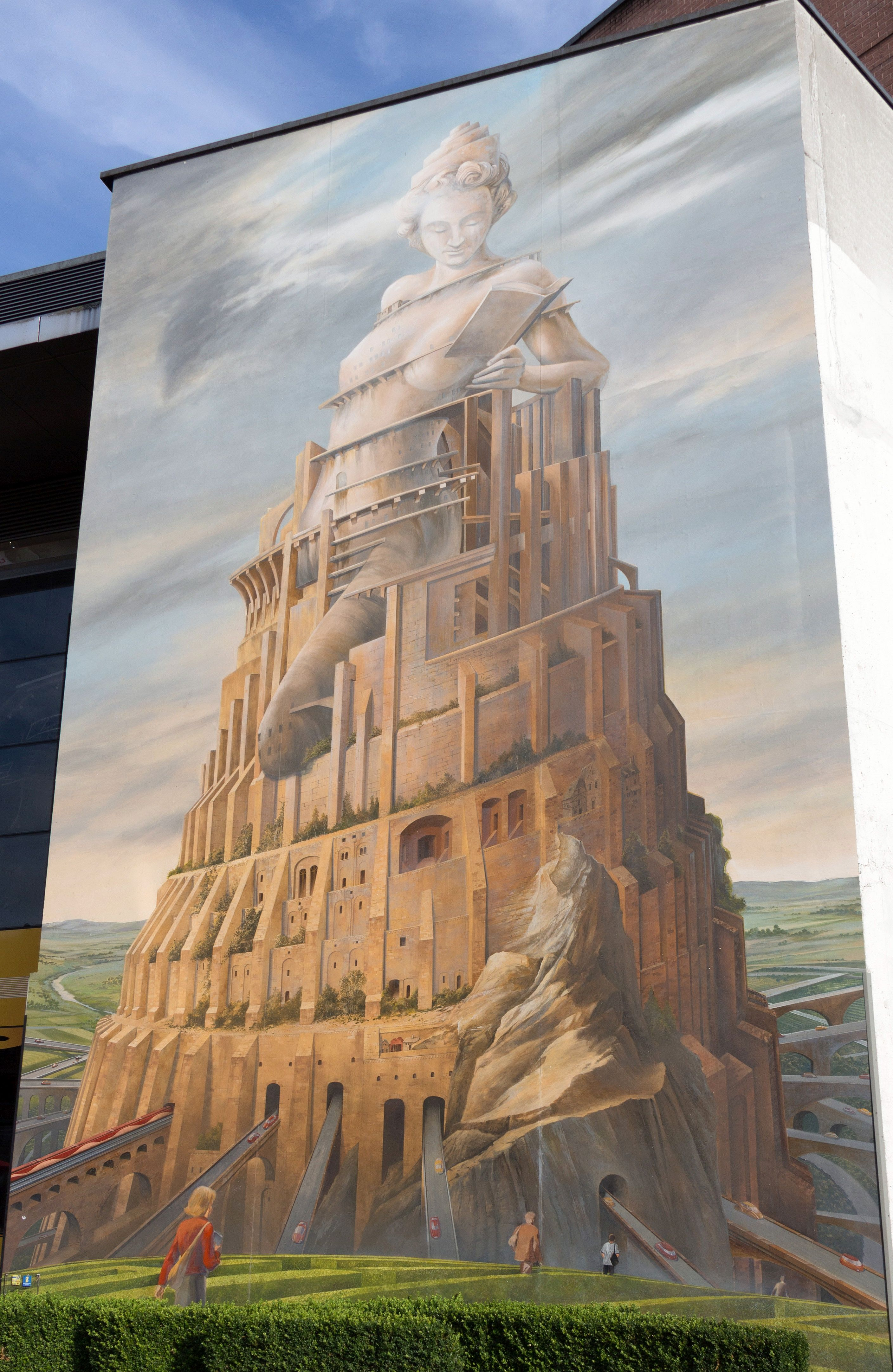
El 2010, La Torre Infinita, Grand Place de Lovaina-la-Neuve

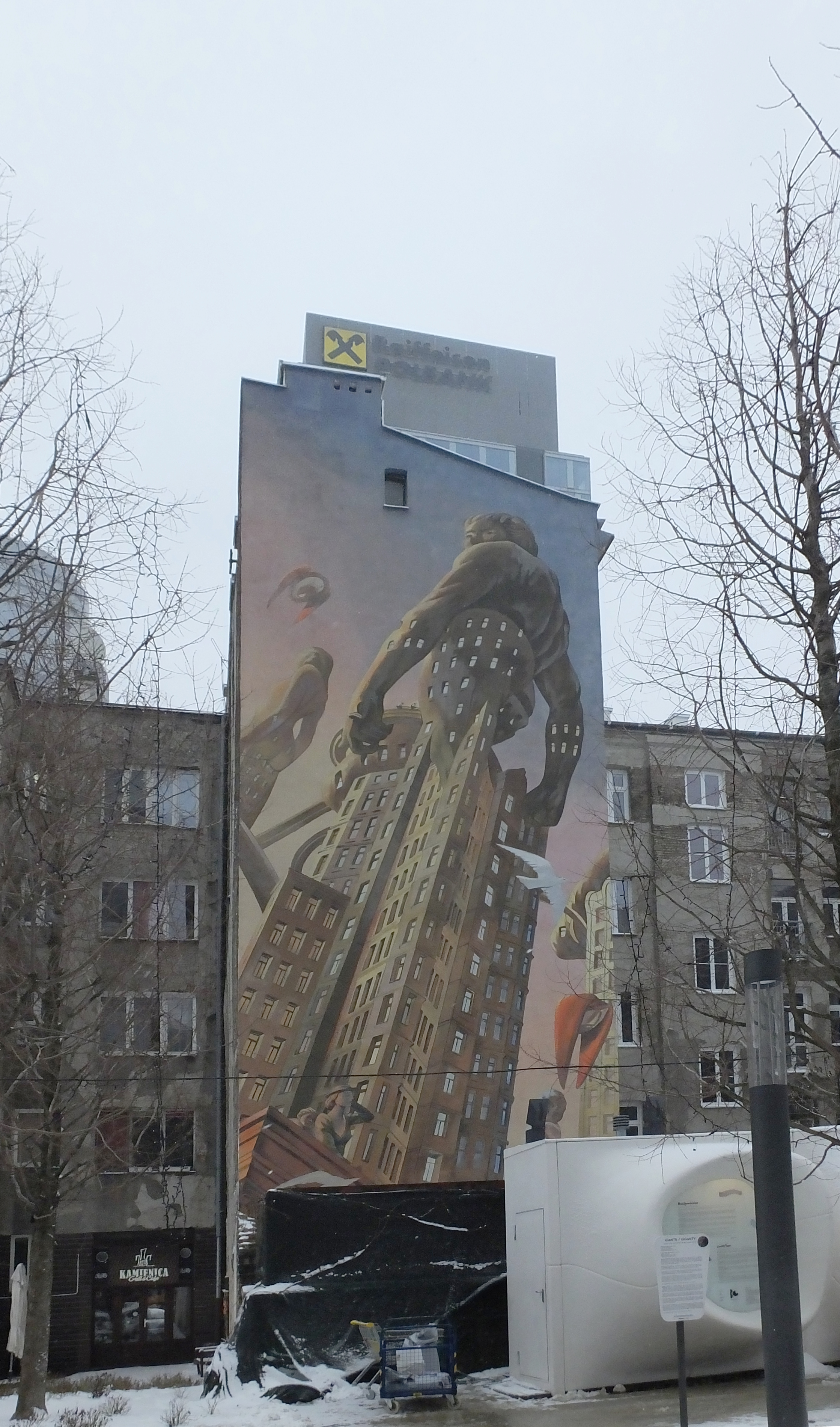
Pintura mural, carrer Grzybowska 71 (Varsòvia).

El 2012, Schuiten va escriure i dibuixar La Douce, un volum únic en blanc i negre de ciència-ficció.
El mateix any, per sisena vegada, va completar el disseny visual d'una pel·lícula: Mars et Avril, de Martin Villeneuve, extret de les fotonovel·les homònimes. L'estrena mundial d'aquesta pel·lícula va tenir lloc al 47è Festival Internacional de Cinema de Karlovy Vary a la República Txeca en la categoria «Another View», que presenta pel·lícules que demostren un enfocament artístic extraordinari. Posteriorment es va posar a treballar amb el seu col·lega Benoît Sokal en el disseny visual d'un llargmetratge d'animació fantàstic, Aquarica, la direcció del qual va ser encarregada a Martin Villeneuve.
El març de 2013, amb motiu del 30 anys de la sèries Les Cités obscures, i «per tal de protegir la teva feina del desgast del temps i dels diners», François Schuiten va donar el 80% de les seves làmines originals a institucions franceses i belgues : la Biblioteca Nacional de França, el Museu del Còmic d'Angoulême, la Fundació Rei Baudouin, la Maison Autrique (comuna de Schaerbeek), el Centre de l'Image de La Louvière i el Centre Belga del Còmic (CB)  de Brussel·les. El seu editor, Casterman, afirma en un comunicat de premsa que «l'autor resol qualsevol problema successori futur i assegura la sostenibilitat d'impressions de qualitat de les seves obres, més enllà dels desenvolupaments tecnològics».
Entre 2014 i 2016, va crear el díptic Revoir Paris amb Benoît Peeters.
A finals de 2015, va cofundar l'Institut Heritage-Innovation-Preservation (HIP), emmarcat dins de la cooperació franco-egípcia «ScanPyramids», un projecte científic internacional que explora les piràmides egípcies.
El 2017 va escriure per a Benoît Sokal la primera part del fantàstic díptic Aquarica.
El 2016-2017, el Musée des Arts et Métiers va presentar l'exposició Machines à dessin, basada en el cicle de Les Cités obscures, que va concloure el 2009 amb un dotzè volum.
El 2015, va començar a dibuixar un àlbum de Blake i Mortimer titulat Le Dernier Pharaon, basat en un guió de Thomas Gunzig i Jaco Van Dormael, que es va estrenar el juin 2019. El color va anar a càrrec del dissenyador gràfic Laurent Durieux. El desenvolupament d'aquest àlbum va suposar quatre anys de treball.
El maig de 2019, Schuiten va anunciar que posava fi a la seva carrera dins el món del còmic.
L'any 2020 va ser reclutat pel Red Team, un grup compost per deu autors de ciència-ficció encarregats de fer previsions per al Ministeri de les Forces Armades imaginant-se «futures crisis geopolítiques i disrupcions tecnològiques que impliquen l'exèrcit», per tal de defensar la «sobirania de França», com a il·lustrador de totes les obres.
L' agost de 2023, amb Jim, va signar un llibre d'homenatge al seu difunt gos que el va seguir a tot arreu. L'octubre del mateix any s'estrena Le Retour du capitaine Nemo, un àlbum il·lustrat, amb Benoît Peeters al guió, dedicat a l'obra de Jules Verne, el món marítim i la ciutat d'Amien. En aquesta obra hi apareix una criatura híbrida fantàstica, el Nauti-Poulpe, de la qual en va sorgir un projecte d'escultura de bronze (10 m de llarg i 7 m d'alçada) per a la ciutat, amb la ubicació prevista al davant de la Halle Freyssinet d'Amiens, després que la ubicació inicial de l'escultura, a l'esplanada de l'estació, a la vista de la casa de Jules Verne, va haver de ser abandonada per motius tècnics.
Aquesta història s'emmarca dins del cicle Les cités obscures, sense ser, però, una historieta estrictament parlant.

## Altres assoliments

### Escenografia
François Schuiten ha creat diverses escenografies, entre les quals destaquen La ville imaginaire (Cités-Ciné Montréal), Le Musée des Ombres (presentada successivament a Angoulême, Sierre, Brussel·les i París), el Pavelló del Gran Ducat de Luxemburg a l'Exposició Universal de Sevilla, el gegantí Pavillon des Utopies (A planet of visions), el qual va comptar amb cinc milions de visitants a l'Exposició Universal de Hannover l'any 2000, així com el pavelló belga a l'Exposició d'Aichi l'any 2005.
Va dissenyar l'escenari de l'òpera de Rossini, La Cenerentola, presentada a La Monnaie de Brussel·les i a l'Òpera de Lió, així com un espectacle de cavalls itinerant basat en les actuacions de Mario Luraschi.

### Disseny interior i exterior

#### Estacions de metro

##### Brussel·les
François Schuiten va dissenyar la decoració de l'estació de metro Porte de Hal a Brussel·les, incorporant tramvies a mida real, relleus pintats i murals d'estil trompe-l'oeil.

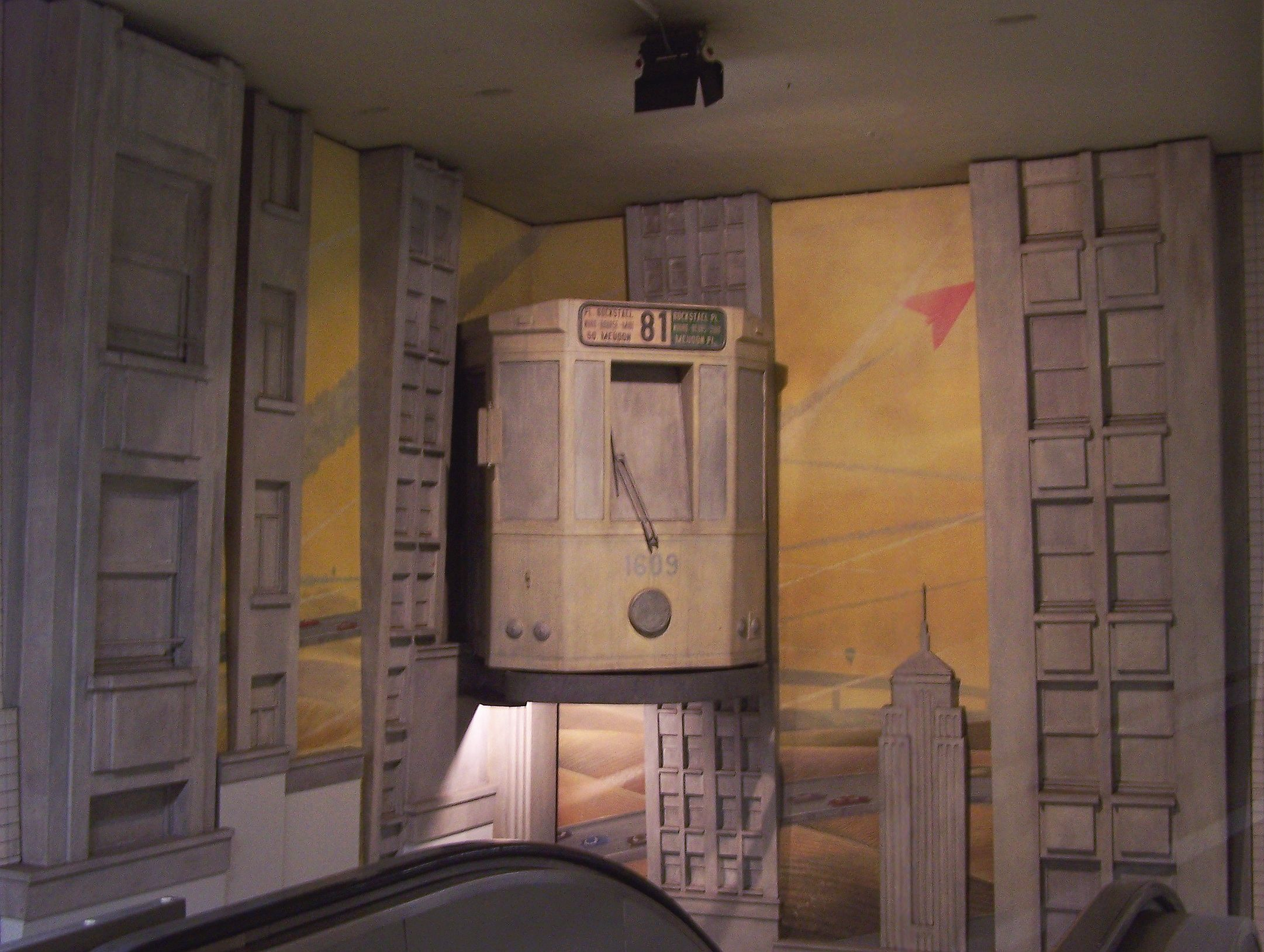
Le Passage inconnu (Metro a Brussel·les).

##### París
Estació de metro Arts et Métiers de la línia 11 de la RATP (xarxa de transport de París): coberta de coure amb portes que mostren invents.

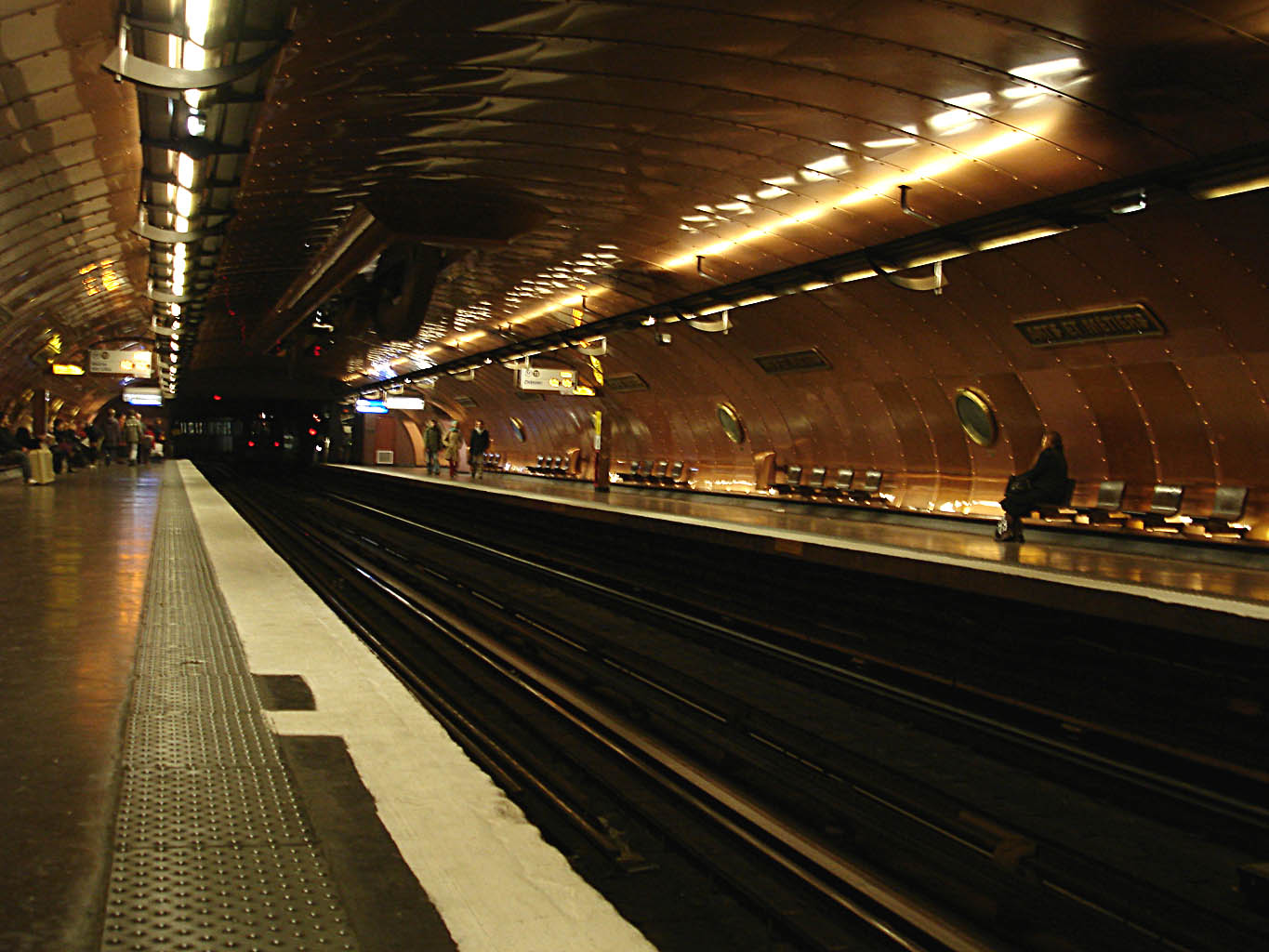
Estació d'Arts et Métiers del metro de París, dissenyada per François Schuiten

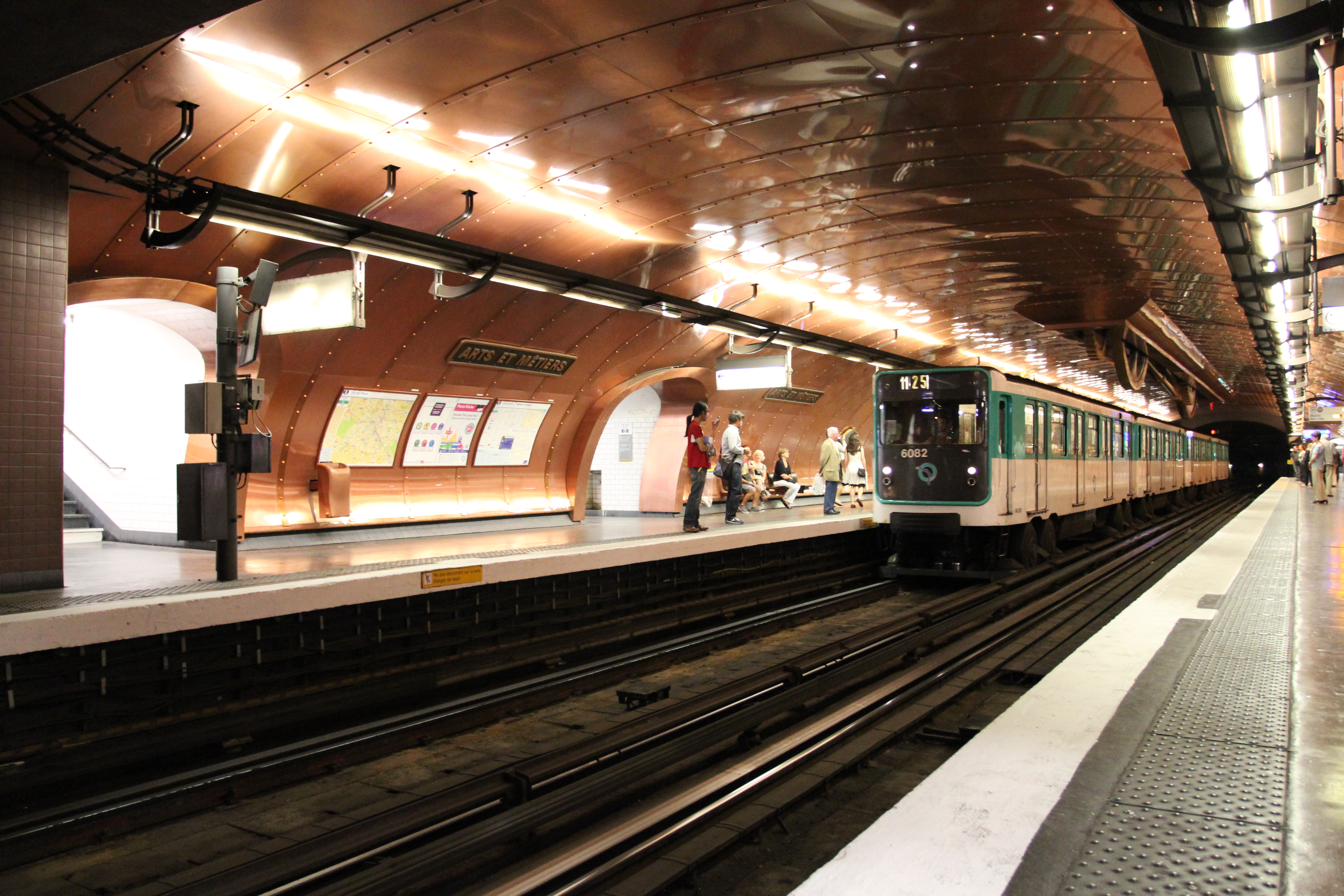
Vista general de l'estació
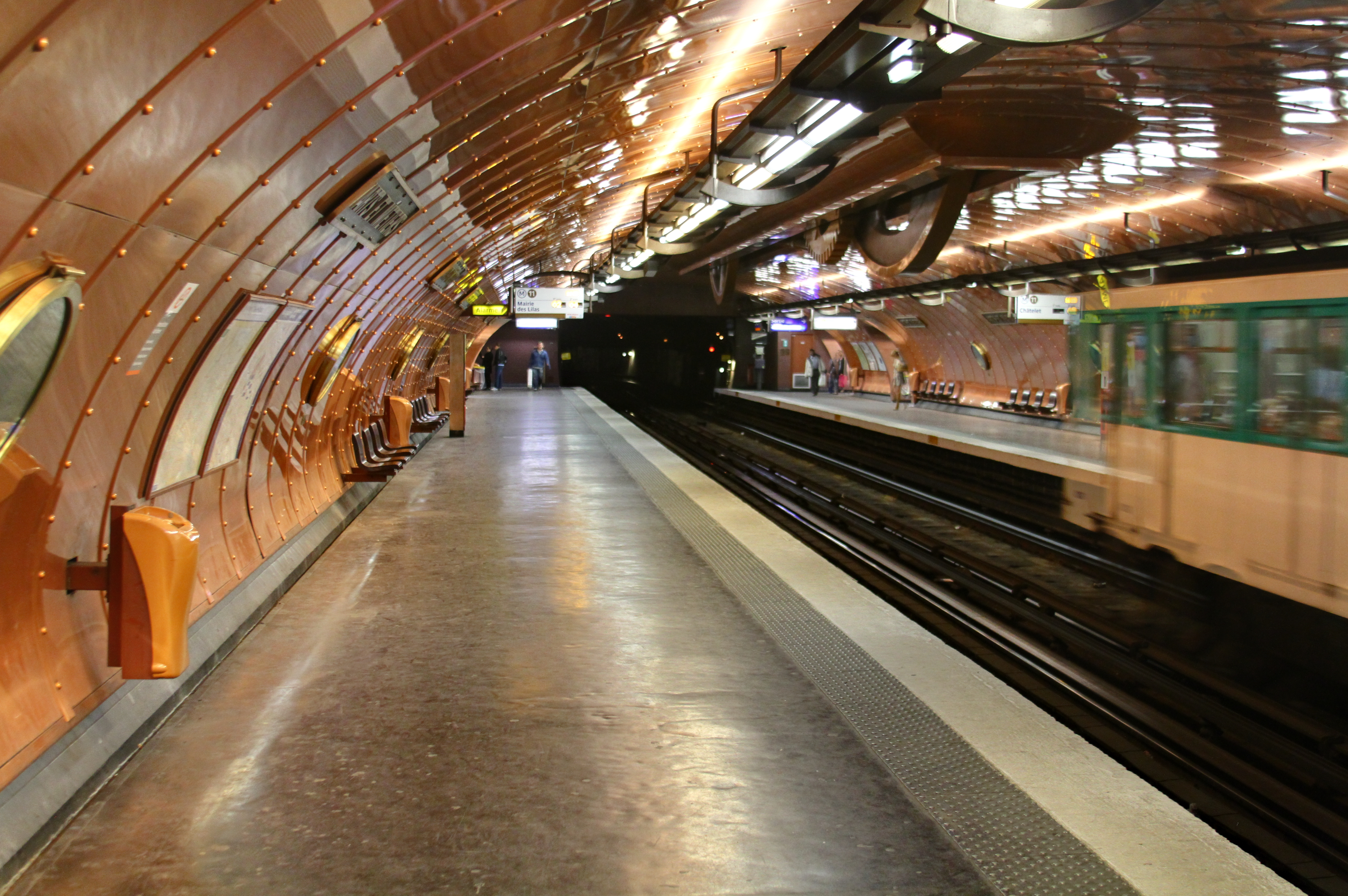
Plataforma en direcció cap a Mairie des Lilas
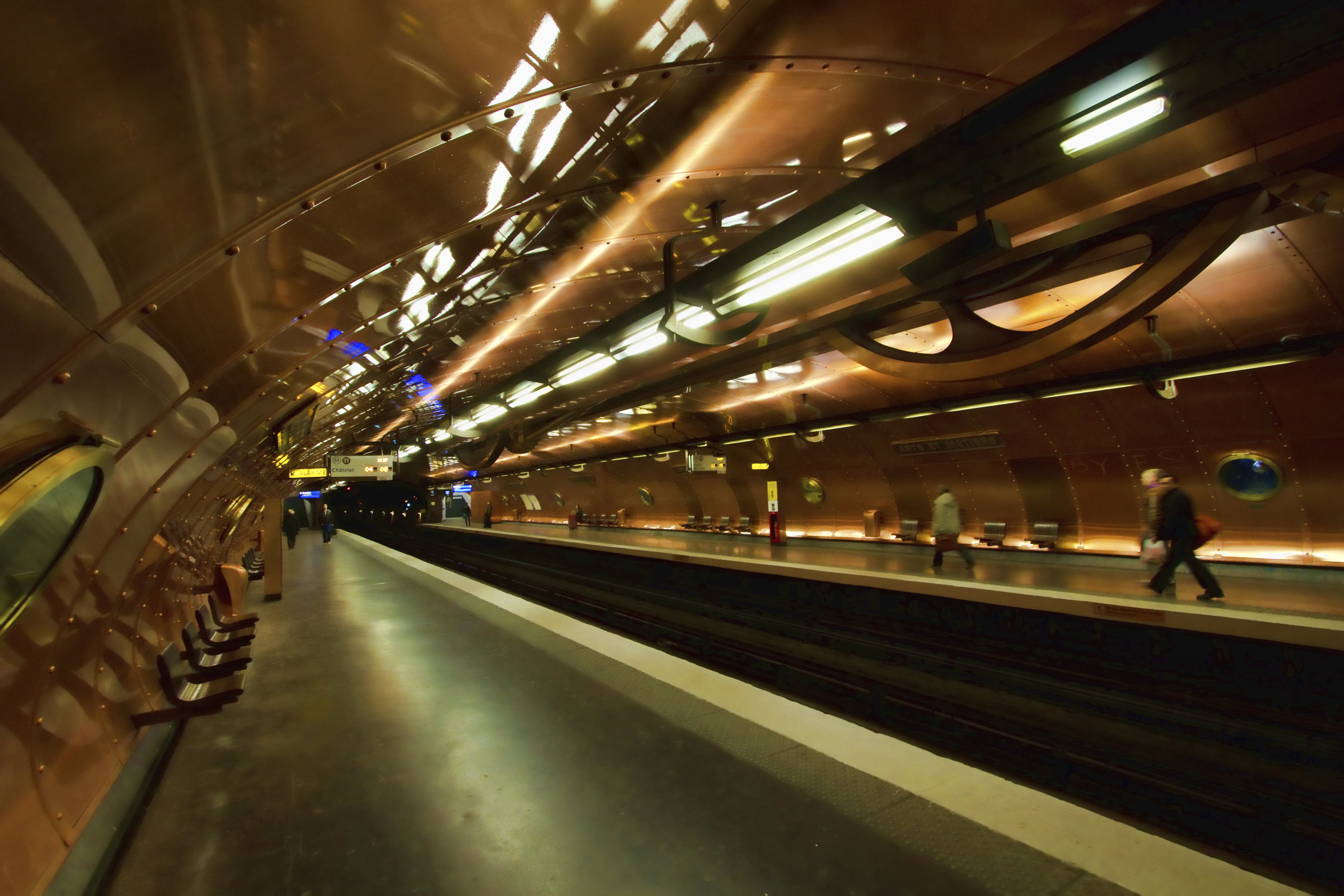
Plataforma en direcció cap a Châtelet
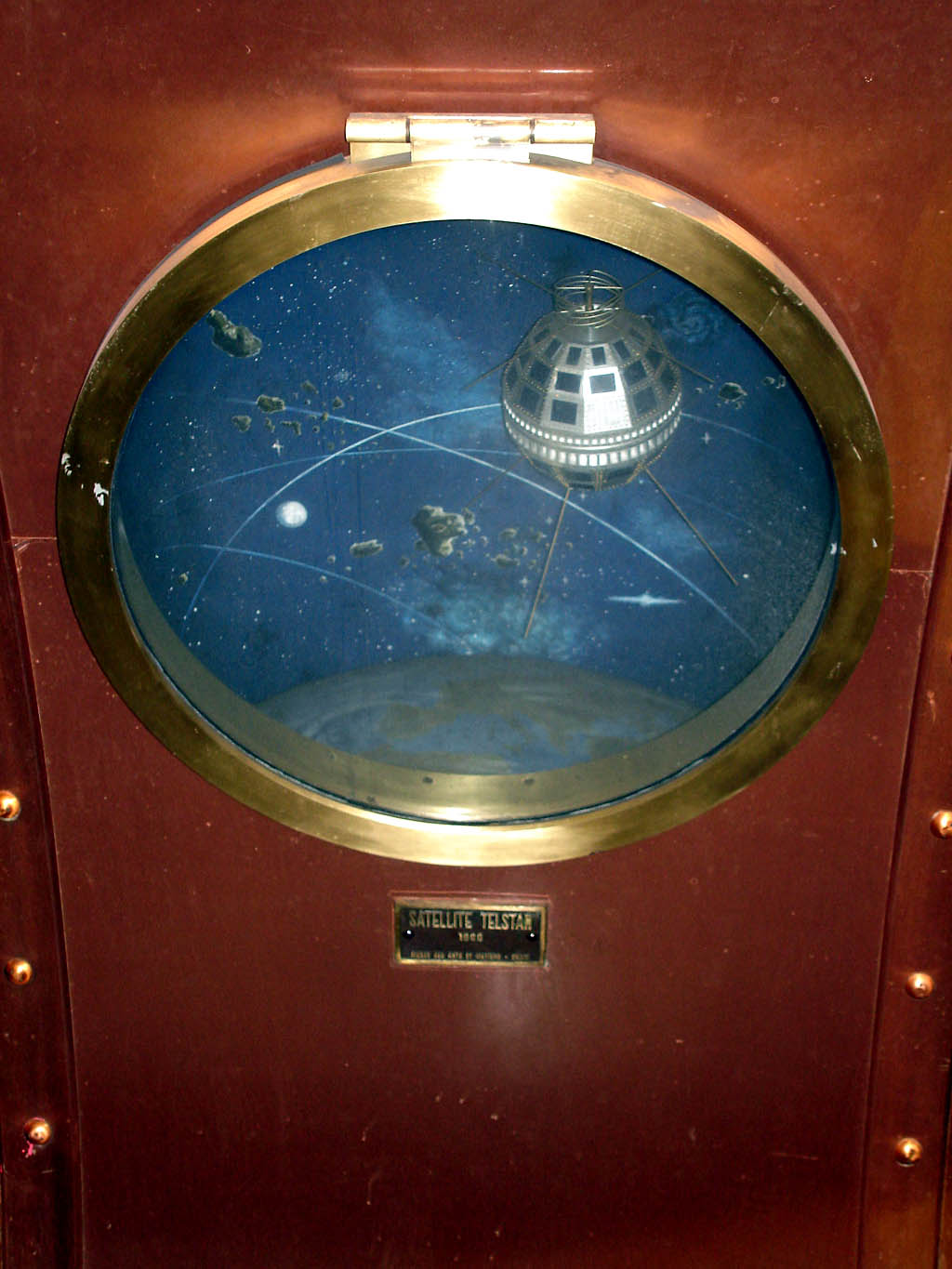
Una porta que evoca el satèl·lit de comunicació Telstar (1962)

#### Amiens i Jules Verne
L'any 2005, va coronar la torre de la casa de Jules Verne a Amiens amb una esfera armil·lar, i va crear un gran fresc en  trompe-l'oeil que adornava la paret adjacent, un fresc que evoca els viatges pel món.
El març de 2025, una escultura de bronze (10 m. de llargada i 7 m. d'alçada) El Nauti-Poll, completarà l'exposició en homenatge a Jules Verne. La justificació de la criatura apareix al conte il·lustrat Le Retour du capitaine Nemo, publicat el 2023. Inicialment previst per a la plaça de l'estació, el Nauti-Poulpe va aparèixer davant de la Halle Freyssinet d'Amiens. Prèviament, aquest bronze -que destaca la imaginació simbolista i el fantàstic de Brussel·les- s'exposa davant del Palau de Justícia, plaça Poelaert de Brussel·les, durant un període de tres mesos el novembre 2024.

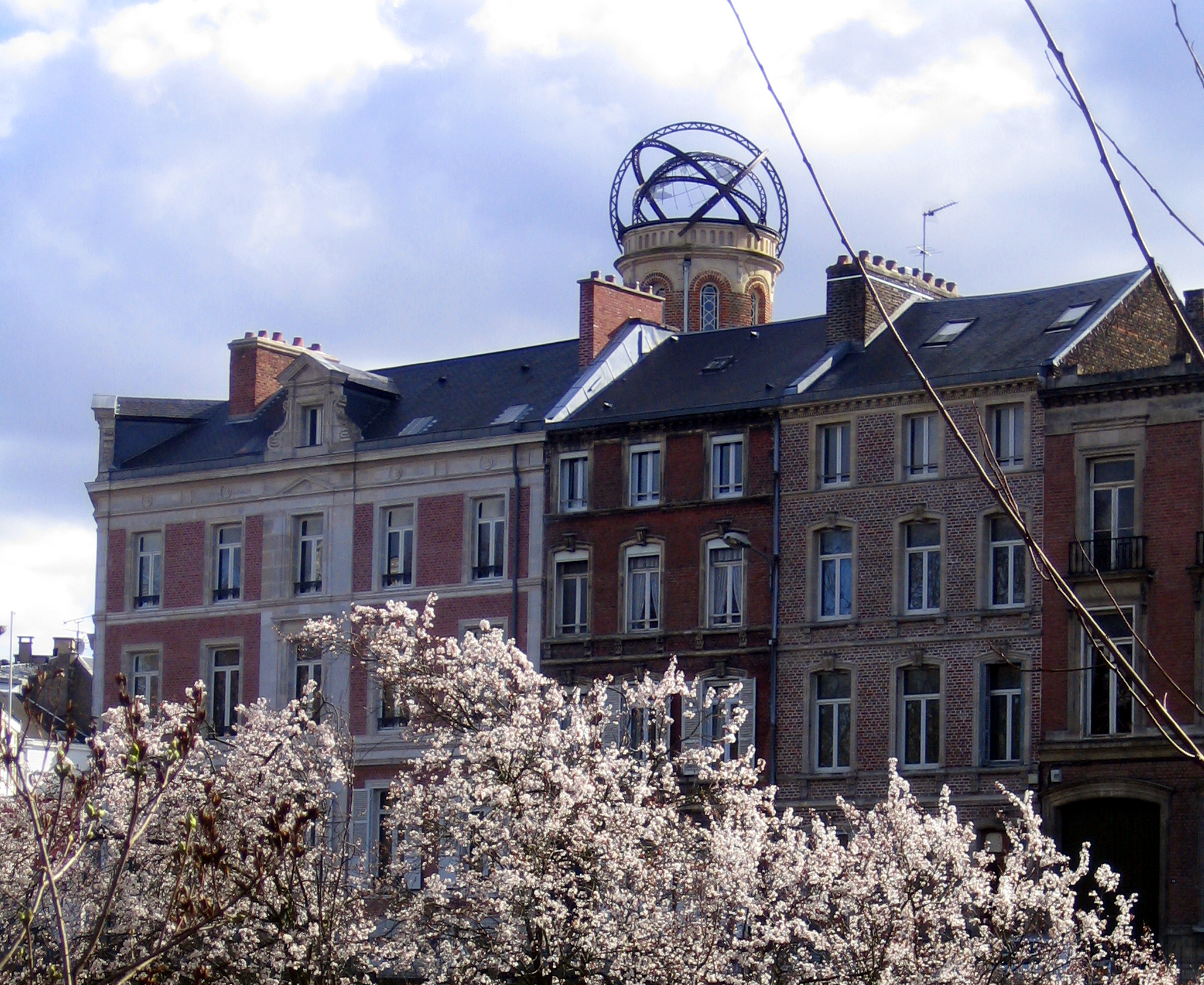
La casa de Jules Verne, Boulevard Longueville a Amiens, amb la torre de maó rematada amb una esfera armil·lar metàl·lica.

#### Brussel·les i Victor Horta
Amb Benoît Peeters i l'arquitecte Francis Metzger, va ser responsable de l'acondicionament del primer edifici modernista del gran arquitecte belga Victor Horta: la casa Autrique, convertida en un espai expositiu.

#### Schaerbeek i el museu «Train World»
En col·laboració amb Expoduo (amb el arquitectes Véronique Carlier i Pascale Jeandrain), va dissenyar la museografia i l'escenografia del museu Train World a l'estació de Schaerbeek (Brussel·les) amb música de Bruno Letort, inaugurada pel rei Felip de Bèlgica, i oberta al públic el 25 de setembre de 2015. Aquest museu transporta el visitant al món del ferrocarril del passat, del present i també del futur mitjançant un viatge sensorial únic acompanyat d'històries personals i fascinants. Un projecte que també va inspirar l'àlbum La Douce, el primer que Schuiten va produir en solitari, i del qual el «personatge» principal n'és una locomotora de vapor «Tipus 12».
En la inauguració del recinte, i en reconeixement a la seva contribució, els ferrocarrils el van batejar «Chef de gare honoraire» de l'estació de Schaerbeek.

## ScanPyramids
Des de l'octubre de 2015 participa en el programa internacional de recerca i exploració ScanPyramids, com a artista il·lustrador.
És cofundador i vicepresident del HIP Institut (Heritage-Innovation-Preservation), dissenyador de la missió, en col·laboració amb la Ingeneer Faculty de la Universitat del Caire, sota l'auspici del Ministeri d'Antiguitats egipci.

## Obres publicades

### Còmic

#### Revistes
- Cinq récits courts (dibuix), amb Luc Schuiten (guió), a Métal hurlant, 1977-1980
- Aux médianes de Cymbiola (guió i dibuix), amb Claude Renard (guió i dibuix), a Métal hurlant, 1979-1980
- Le Rail (guió i dibuix), amb Claude Renard (guió i dibuix), a Métal hurlant, 1981
- Deux récits courts de La Terre creuse (dibuix), amb Luc Schuiten (guió), a (À suivre),[28] 1978-1981
- Les Cités obscures (dibuix), amb Benoît Peeters (guió), a (À suivre):

1. Les Murailles de Samaris, 1982
2. La Fièvre d'Urbicande, 1983-1984
3. La Tour, 1986
4. La Route d'Armilia, 1987-1988
5. Brüsel, 1991

- La Terre creuse (dibuix), amb Luc Schuiten (guió), a Métal hurlant, 1984
- Dolorès (guió), amb Benoît Peeters (guió), amb Anne Baltus (dibuix), a (À suivre), 1989-1990.

#### Àlbums
- Aux médianes de Cymbiola, amb Claude Renard (guió i dibuix), Les Humanoïdes associés, 1980. Reeditat per Casterman el 2007, amb Le Rail, amb el títol de Métamorphoses
- Les Terres creuses (dibuix), amb Luc Schuiten (guió), Les Humanoïdes associés:

1. Carapaces, 1981
2. Zara, 1985
3. Nogegon, 1990

- Le Rail, amb Claude Renard (guió i dibuix), Les Humanoïdes associés, 1982
- Les Cités obscures (dibuix), amb Benoît Peeters (guió), Casterman:

1. Les Murailles de Samaris, 1983
2. La Fièvre d'Urbicande, 1985 (premi Alfred del millor àlbum de l'any).
3. La Tour, 1987
4. La Route d'Armilia, 1988
5. Brüsel, 1992
6. L'Enfant penchée, 1996
7. L'Ombre d'un homme,,[29] 1999
8. La Frontière invisible,[30] dos volums, 2002 i 2004
9. La Théorie du grain de sable, dos volums, 2007 i 2008
10. Souvenirs de l'Éternel présent, 2009

- Revoir Paris, dos volums, 2014[31] i 2016[32]
- La Douce, 2012
- Plagiat ![33] (guió), amb Benoît Peeters (guió) i Alain Goffin (dibuix), Les Humanoïdes associés, 1989
- Dolorès (guió), amb Benoît Peeters (guió), amb Anne Baltus (dibuix), Casterman, col. «Studio (À suivre)», 1991 ISBN 2203338369
- Le Dernier Pharaon, amb Jaco Van Dormael (guió), Thomas Gunzig (guió) i Laurent Durieux (colors), Éditions Blake et Mortimer, 2019.[34]

- Jim, Editorial Rue de Sèvres, Paris, 30 d'agost de 2023. Guió i dibuix: François Schuiten - Colors: blanc i negre - (ISBN 978-2-8102-0674-2)

#### Àlbums col·lectius
- Flipper trip, a Le 9e Rêve, Louis Musin, 1977
- La Chambre, a Le 9e Rêve, Édition des Archers, 1979
- L'Épopée de Filinor von Katseff, a Le 9e Rêve, Éditions des Archers, 1980.
- Bruxelles - 20 ans / 20 auteurs, Pierre Dejemeppe, Brussel·les, setembre 1999
  - Guió: Thierry Bellefroid - Dibuix : col·lectiu - Colorsrs : quadricromia Editat en ocasió del 20è aniversari de la Regió de Brussel·les-Capital, amb François Avril, Philippe Berthet, Émile Bravo, Renaud Collin, Nicolas de Crécy, Johan De Moor, André Geerts, Dominique Goblet, Sacha Goerg, Jean-Claude Götting, André Juillard, Régis Lejonc, Jacques de Loustal, Cédric Manche, Vincent Mathy, David Merveille, Ever Meulen, François Schuiten, Thierry Van Hasselt i Bernard Hislaire.
- Vivre, Centre de prévention du suicide, 2010
  - Guió: col·lectiu - Dibuix: col·lectiu - Colorss: quatrecromia Àlbum aparegut gràcies a l'iniciativa del Centre de Prévention du Suicide en ocasió del seu 40è aniversari. Dipòsit legat : D/2010/12.301/1. Participació: il·lustració de coberta.

### Il·lustració
François Schuiten a dibuixat innombrables cartells, il·lustracions, serigrafies i litografies. També ha realitzat una dotzena de segells de correu per correus belga. També ha il·lustrat un disc de Gérard Manset. És l'autor de la litografia realitzada per encàrrec dels Chœurs de l'Union européenne, una al·legoria sobre temes musicals i d'Europa.
Des del 2015, les edicions d'il·lustració són produïdes per Atlantic 12, l'empresa que té els drets de reproducció de les obres de François Schuiten:
- The Book of Schuiten, 2004
- Christine Coste (text), Bruxelles, itinéraires, Casterman / Lonely Planet, 2010. Un dels primers volums d'una nova col·lecció de guies de viatge, que combina les visions personals d'il·lustradors i autors.
- Les Mers perdues, amb Jacques Abeille, Attila, 2010.
- Les Serres chaudes, 2014.

#### Ovres deLes cités obscures
Tenint lloc en el cicle de Les cités obscures sense ser còmics, aquestes obres, de vegades publicades en edicions limitades, van ser escrites per Benoît Peeters i il·lustrades per François Schuiten:
- Le Mystère d'Urbicande, 1985
- L'Archiviste, 1987
- L'Encyclopédie des transports présents et à venir, 1988
- Le Musée A. Desombres, 1990. Un CD a més d'un àlbum il·lustrat
- Souvenirs de l'Éternel présent, 1993
- L'Écho des Cités, 1993
- Mary la penchée, 1995
- Le Dossier B., film de 1995, editat el 2007 per l'editorial Les Impressions nouvelles
- Le Guide des Cités, 1996. Premi especial del jurat dels Premis Max & Moritz
- Voyages en Utopie, 2000 ISBN 2-203-34313-3
- L'Étrange cas du docteur Abraham, 2001 ISBN 2-203-97303-X
- L'Affaire Desombres, 2002. Música de Bruno Letort. Llibret + DVD de 90 min
- Les Portes du possible,[6] Casterman, 2005 ISBN 2-203-34322-2
- L'Atelier de Schuiten-Peeters, 2008 ISBN 2-916328-12-2.
- Le Retour du Capitaine Nemo,[35][36] Casterman, 2023 ISBN 9782203254398.

## Exposicions
Exposicions individuals
- François Schuiten, Lumières sur les Cités, al Centre de la gravure et de l'image imprimée a La Louvière del d3 d'octubre de 2015 al 7 de febrer de 2016.
- Le Retour du Capitaine Nemo,[37] galeria Champaka, Brussel·les del 30 de novembre de 2024 al 28 de desembre de 2024.

Exposicions col·lectives
- Plan à 3 – La bande dessinée francophone européenne

1. Palais de la Bourse, 8 i 9 de juny de 2019, seguidament a l'Hotel de la regió Alvèrnia-Roine-Alps de Lió, del 18 de juliol de 2019 al 18 d'agost de 2019.
2. Centre Wallonie-Bruxelles (Paris),[38] del 16 d'octubre de 2019 al 10 de novembre de 2019.[39]
3. Institut français du Liban,[40] Saïda, del 16 d'abril de 2022 al 18 de juny de 2022.
4. Planche à 3, Le Manège,[41] Onex (Genève) del 17 al 27 de març.

## Honors
François Schuiten va ser ennoblit el 21 de juliol de 2002 amb el títol de baró pel rei Albert II.

## Reconeixements

### Distincions
- 24 de novembre de 2015: nomenat Chef de gare honoraire (Cap d'Estació Honorari) de l'Estació de Schaerbeek (Train World).

### Premis i recompenses
- 1981:  Grand Prix Saint-Michel per Aux médianes de Cymbolia (Métamorphoses, volum 1), amb Claude Renard (Bèlgica).[43]
- 1984:  Premi dels lectors de Bédésup, categoria «meilleur recherche graphique», per Les Murailles de Samaris (amb Benoît Peeters).[44] (França).
- 1985:  Premi Alfred du meilleur album al festival d'Angoulême, per La Fièvre d'Urbicande (Les Cités obscures), amb Benoît Peeters (France).[45]
- 1988:  Premi especial del jural dels premis Max i Moritz, per Le Guide des Cités, amb Benoît Peeters (Alemanya).[43]
- 1996:  Premi Inkpot, pel conjunt de la seva obra (Estats-Units).[43]
- 1999:  Prix géant de la BD concedit per la Chambre belge des experts en bande dessinée compartit amb Benoît Peeters.[46]
- 2002:  Grand prix de la ville d'Angoulême, pel conjunt de la seva obra.[47] (França)
- 2012:  Premi Gaiman.[48] (Japó)
- 2019:  Prix Atomium de Bruxelles amb Jaco Van Dormael, Thomas Gunzig i Laurent Durieux.[49]
- 2023:  Grand Prix de la BD, pel conjunt de la seva carrera, concedit pel jurat de l’Académie Victor Rossel.[50]